# Bahnstrecke Berlin-Tempelhof–Berlin-Mariendorf
| |                         |                                                 |                                                 |
| Streckennummer (DB): | 6172 (früher auch 6174) |                                                 |                                                 |
| Streckenlänge: | 3,1 km                  |                                                 |                                                 |
| Spurweite: | 1435 mm (Normalspur)    |                                                 |                                                 |
| Streckenklasse: | D4                      |                                                 |                                                 |
| Maximale Neigung: | <20 ‰                   |                                                 |                                                 |
| Streckengeschwindigkeit: | 60 km/h                 |                                                 |                                                 |
| Zugbeeinflussung: | PZB                     |                                                 |                                                 |
| |                         |                                                 |                                                 |
| \| \| \| Ringbahn von Berlin-Neukölln \| \| \| \| 21,939 \| Berlin-Tempelhof \| Berlin-Tempelhof \| \| \| 22,552 \| Ringbahn nach Berlin Südkreuz \| Ringbahn nach Berlin Südkreuz \| \| \| \| A 100 / Sachsendamm \| \| \| \| \| von Südkreuz \| \| \| \| 23,510 \| Berlin Südkreuz Süd Abzw (Bft Abzw) \| Berlin Südkreuz Süd Abzw (Bft Abzw) \| \| \| 24,320 \| Berlin-Tempelhof Rbf \| Berlin-Tempelhof Rbf \| \| \| \| Prellerweg \| \| \| \| \| nach Halle (Saale) \| \| \| \| 25,452 \| \| \| \| \| 25,646 \| von Berlin Priesterweg (S-Bahn) \| von Berlin Priesterweg (S-Bahn) \| \| \| \| \| \| \| \| \| Berlin Attilastraße bis 1992: Berlin-Mariendorf \| \| \| \| \| \| \| \| \| 25,786 \| Berlin-Mariendorf (Abzw) \| Berlin-Mariendorf (Abzw) \| \| \| \| nach Dresden \| \| |                         |                                                 |                                                 |
| Strecke · Strecke |                         | Ringbahn von Berlin-Neukölln                    | Ringbahn von Berlin-Neukölln                    |
| S-Bahnhof · Dienststation / Betriebs- oder Güterbahnhof | 21,939                  | Berlin-Tempelhof                                | Berlin-Tempelhof                                |
| Strecke nach rechts · Abzweig geradeaus und nach rechts | 22,552                  | Ringbahn nach Berlin Südkreuz                   | Ringbahn nach Berlin Südkreuz                   |
| Brücke |                         | A 100 / Sachsendamm                             | A 100 / Sachsendamm                             |
| Strecke von rechts · Strecke |                         | von Südkreuz                                    | von Südkreuz                                    |
| | 23,510                  | Berlin Südkreuz Süd Abzw (Bft Abzw)             | Berlin Südkreuz Süd Abzw (Bft Abzw)             |
| ehemaliger Dienststation / Betriebs- oder Güterbahnhof · ehemaliger Dienststation / Betriebs- oder Güterbahnhof | 24,320                  | Berlin-Tempelhof Rbf                            | Berlin-Tempelhof Rbf                            |
| Brücke · Brücke |                         | Prellerweg                                      | Prellerweg                                      |
| Abzweig ehemals geradeaus und nach rechts · Strecke |                         | nach Halle (Saale)                              | nach Halle (Saale)                              |
| Strecke nach halblinks (außer Betrieb) · Abzweig geradeaus und ehemals nach halbrechts | 25,452                  |                                                 |                                                 |
| Abzweig von halbrechts und ehemals von halblinks · Abzweig geradeaus und von halbrechts (Strecke außer Betrieb) | 25,646                  | von Berlin Priesterweg (S-Bahn)                 | von Berlin Priesterweg (S-Bahn)                 |
| |                         |                                                 |                                                 |
| S-Bahnhof · Strecke (außer Betrieb) |                         | Berlin Attilastraße bis 1992: Berlin-Mariendorf | Berlin Attilastraße bis 1992: Berlin-Mariendorf |
| |                         |                                                 |                                                 |
| Abzweig geradeaus und nach rechts (Strecke außer Betrieb) | 25,786                  | Berlin-Mariendorf (Abzw)                        | Berlin-Mariendorf (Abzw)                        |
| Strecke · Strecke (außer Betrieb) |                         | nach Dresden                                    | nach Dresden                                    |

Die Bahnstrecke Berlin-Tempelhof – Berlin-Mariendorf verbindet in Berlin die Ringbahn mit den Bahnstrecken Berlin–Halle und Berlin–Dresden. Sie ist durchgängig eingleisig, nicht elektrifiziert und dient heute unregelmäßig dem Güterverkehr. Die Strecke wird auch Tempelhofer Kurve genannt.

## Streckenbeschreibung
Die Strecke zweigt von den Gütergleisen der Berliner Ringbahn im Bahnhof Berlin-Tempelhof in westlicher Richtung ab und überquert auf einer Brücke die August-Druckenmüller-Brücke im Zuge des Sachsendamms über den Berliner Stadtring. Hier befinden sich damit zwei Brücken übereinander.
In einem Linksbogen nähert sie sich den Bahnstrecken nach Dresden und Halle südlich des Bahnhofs Berlin Südkreuz von Osten, erreicht diese nach etwa 600 Metern und verläuft auf dem Gelände des früheren Rangierbahnhofs Tempelhof auf einer Länge von etwa 400 Metern direkt neben diesen. Hier befinden sich zwei Verbindungsgleise in nördliche und südliche Richtung, welche die Betriebsstelle Berlin Südkreuz Süd Abzw bilden. Diese ist je nach Fahrweg eine Abzweigstelle oder ein Bahnhofsteil des Bahnhofs Südkreuz. Im weiteren Verlauf schwenkt die Strecke etwas nach Osten und verläuft etwa 500 Meter durch ein kleines Wäldchen auf dem Gelände des früheren Rangierbahnhofs. Sie erreicht die Röblingstraße, schwenkt dann wieder nach Westen zurück an die Bahnstrecken nach Halle bzw. Dresden und überquert den Prellerweg auf der östlichsten der dortigen Bahnbrücken. In einem Linksbogen schwenkt sie dann nach Südosten und verläuft neben der noch im Bau befindlichen Trasse der Fernbahn Berlin–Dresden. Beim S-Bahnhof Attilastraße endet sie in einer doppelten Weichenverbindung an dieser Strecke.
Das ursprüngliche Streckenende befand sich südlich des Haltepunkts Attilastraße an der Abzweigstelle Berlin-Mariendorf. Diese wurde im Zuge des Ausbaus der Ferngleise der Dresdener Bahn beseitigt und das Gleis aus Tempelhof vorübergehend nördlich des Bahnsteigs in das S-Bahn-Gleis eingeführt. Attilastraße wurde damit auch betrieblich zum Bahnhof. Heute endet die Strecke an der Fernbahnstrecke in Höhe dieses Bahnhofs.
Die Kilometrierung folgt der Ringbahn und startet beim Kilometer 22,5 im Bahnhof Tempelhof und endet bei Kilometer 25,6 beim S-Bahnhof Attilastraße. Die Strecke ist mit Ks-Signalen und punktförmiger Zugbeeinflussung (PZB) ausgestattet. Gesteuert wird sie von den elektronischen Stellwerken Tempelhof, Südkreuz und Marienfelde.

## Geschichte

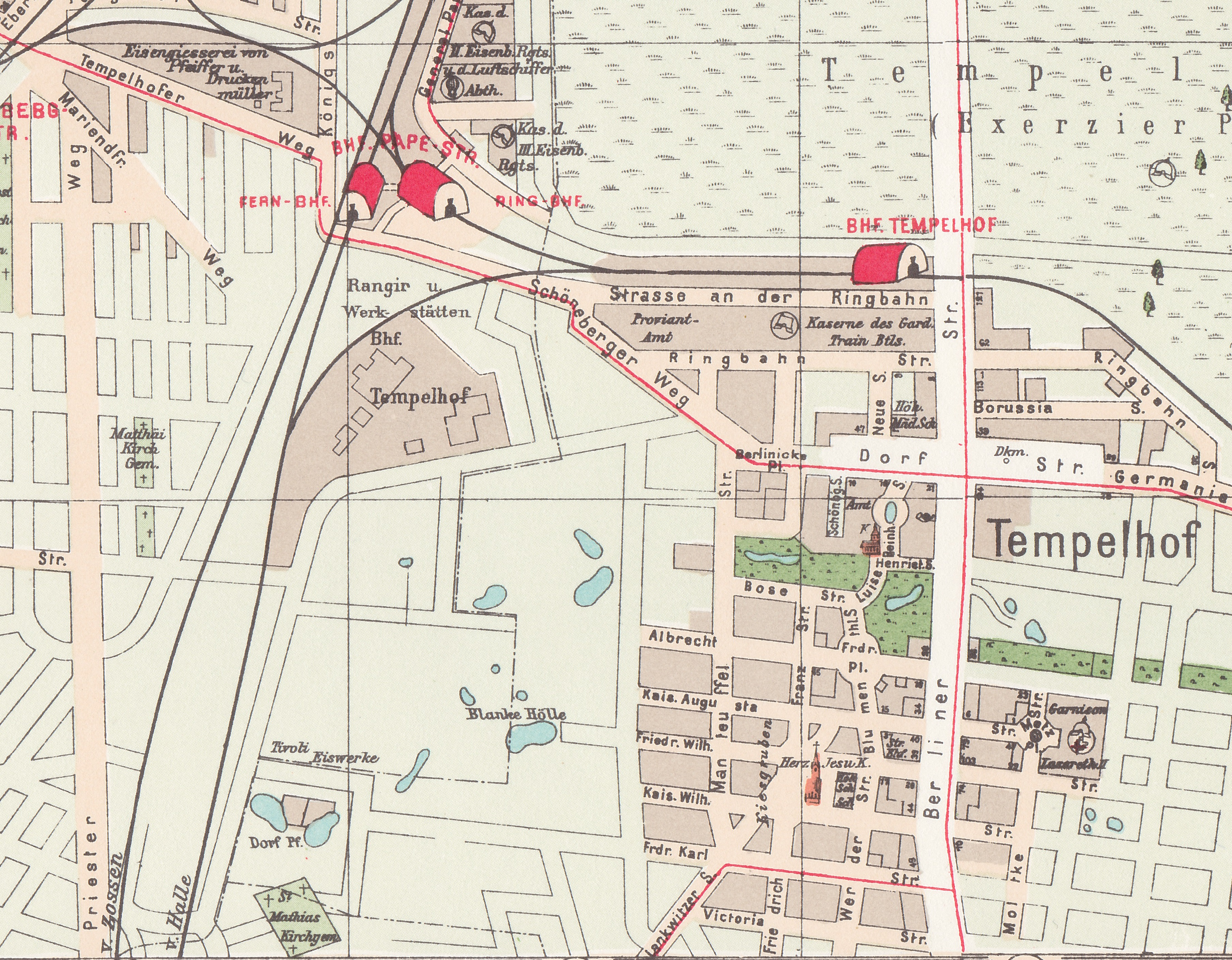
Karte des Verbindungsgleises 1902

In der Mitte des Jahres 1879 wurde ein Verbindungsgleis vom Bahnhof Tempelhof auf der Ringbahn zur Anhalter Bahn gebaut. Neben dem Endpunkt befanden sich auch die Werkstätten der Berlin-Anhalter Eisenbahn. Dort entstand ab 1886 der Tempelhofer Rangierbahnhof, der etwa 1889/90 in Betrieb ging. Um diesen auch an die Bahnstrecke Berlin–Dresden anzubinden, wurde ein Verbindungsgleis von der Signalstation Marienhöfe (beim heutigen S-Bahnhof Attilastraße) zum Rangierbahnhof gebaut, was etwa Anfang 1891 in Betrieb ging. Eine weitere Weichenverbindung zur Militäreisenbahn verknüpfte auch diese mit dem Rangierbahnhof. Mit dem weiteren Ausbau der Bahnanlagen kamen nördlich der neu eingerichteten Station Mariendorf (heute Attilastraße) und der Ringbahn weitere Gleise und Anlagen hinzu, die bis 1931 mehrfach umgebaut und erweitert wurden.
Mit der deutschen Teilung ging ab 1950 der Güterverkehr im Rangierbahnhof Tempelhof stark zurück. Ein großer Teil der Anlagen wurde nicht mehr benutzt und von Spontanvegetation überwuchert. Trotzdem blieb die Verbindungsstrecke zwischen Tempelhof und Mariendorf für den Güterverkehr nach Marienfelde stets in Betrieb. Im Zuge des Baus der Berliner Stadtautobahn wurde eine neue Brücke am Sachsendamm gebaut und am 16. September 1985 in Betrieb genommen.
Von 1993 bis 2005 wurde die Strecke mehrfach täglich von Müllzügen vom Bahnhof Berlin-Neukölln nach Schöneicher Plan (über Zossen) befahren. Der Güterverkehr zum Bahnhof Marienfelde ging dagegen stark zurück. 2001 wurde der Rangierbahnhof Tempelhof final stillgelegt. Mit dem Neubau der Nord-Süd-Fernbahn bekam die Strecke im Jahr 2006 wieder eine Verbindung zur Bahnstrecke Berlin–Halle.
Bis Ende 2024 wurde die Strecke – auch während Bauarbeiten an der Dresdener Bahn – regelmäßig von Zügen zum Tanklager Lankwitz genutzt, außerdem auch von Bauzügen in den Jahren 2023 bis 2025. Heute verkehren unregelmäßig Güterzüge zwischen Neukölln und Seddin über den nördlichen Teil.
Das am Prellerweg liegende Stellwerk Tfr wurde im Jahr 2003 beim Bau der neuen Nord-Süd-Fernbahn abgerissen. Das im Jahr 1926 errichtete Stellwerksgebäude Tfd im Bahnhof Attilastraße verschwand im Zuge des Ausbaus der Dresdener Bahn im März 2017.
Der nördliche Teil dieser Bahnstrecke ist damit die letzte verbliebene der sechs Verbindungskurven, die es an der Ringbahn rund um den Bahnhof Papestraße gab. Obwohl die Bahnstrecke Berlin-Dresden im Bahnhof Berlin Südkreuz Süd eine Verbindung zur Ringbahn hat, blieb der südliche Teil als zusätzliche Strecke zwischen Attilastraße/Mariendorf und Südkreuz Süd erhalten.

## Galerie

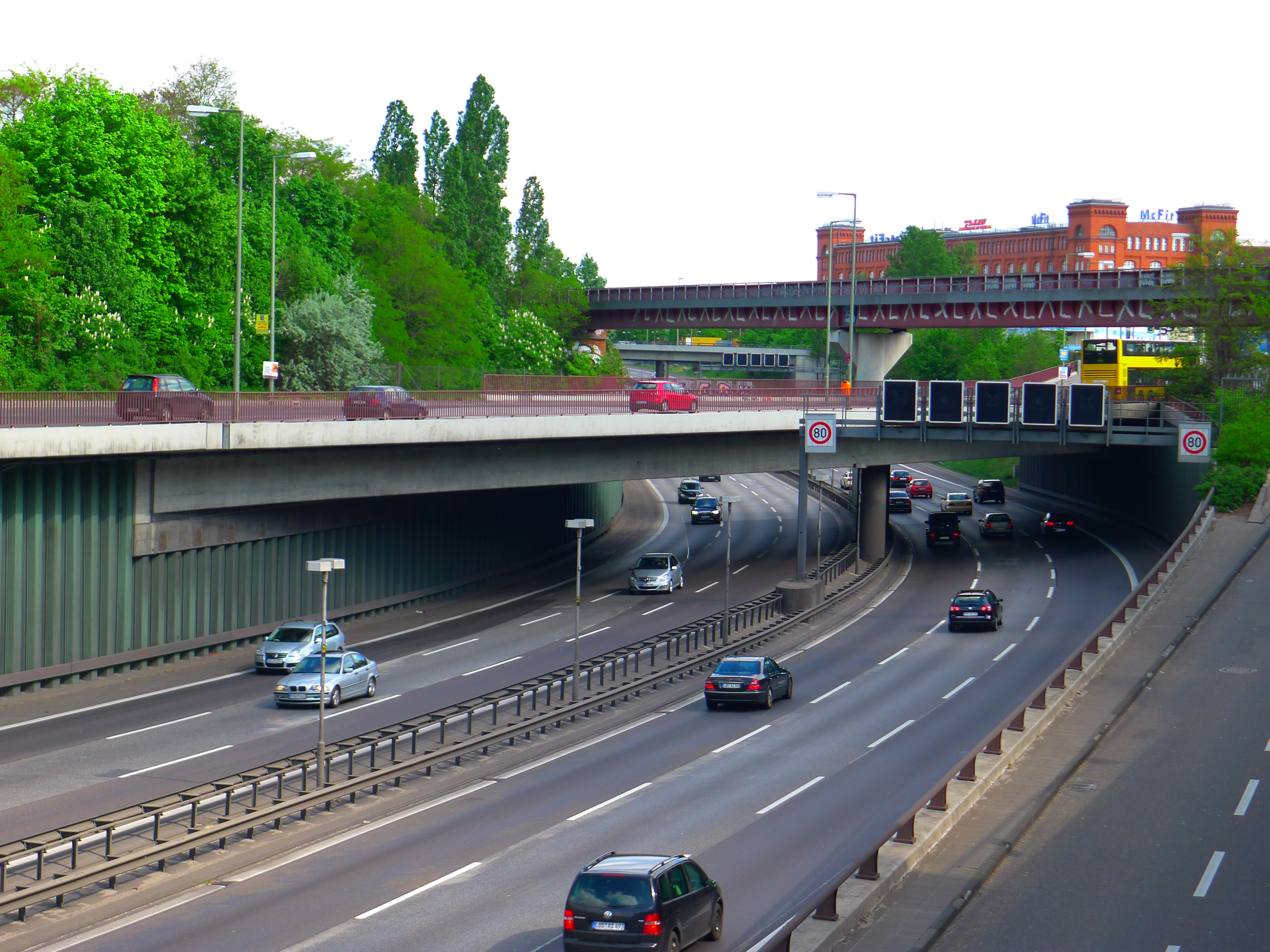
Die Strecke führt auf der oberen Brücke über den Sachsendamm.
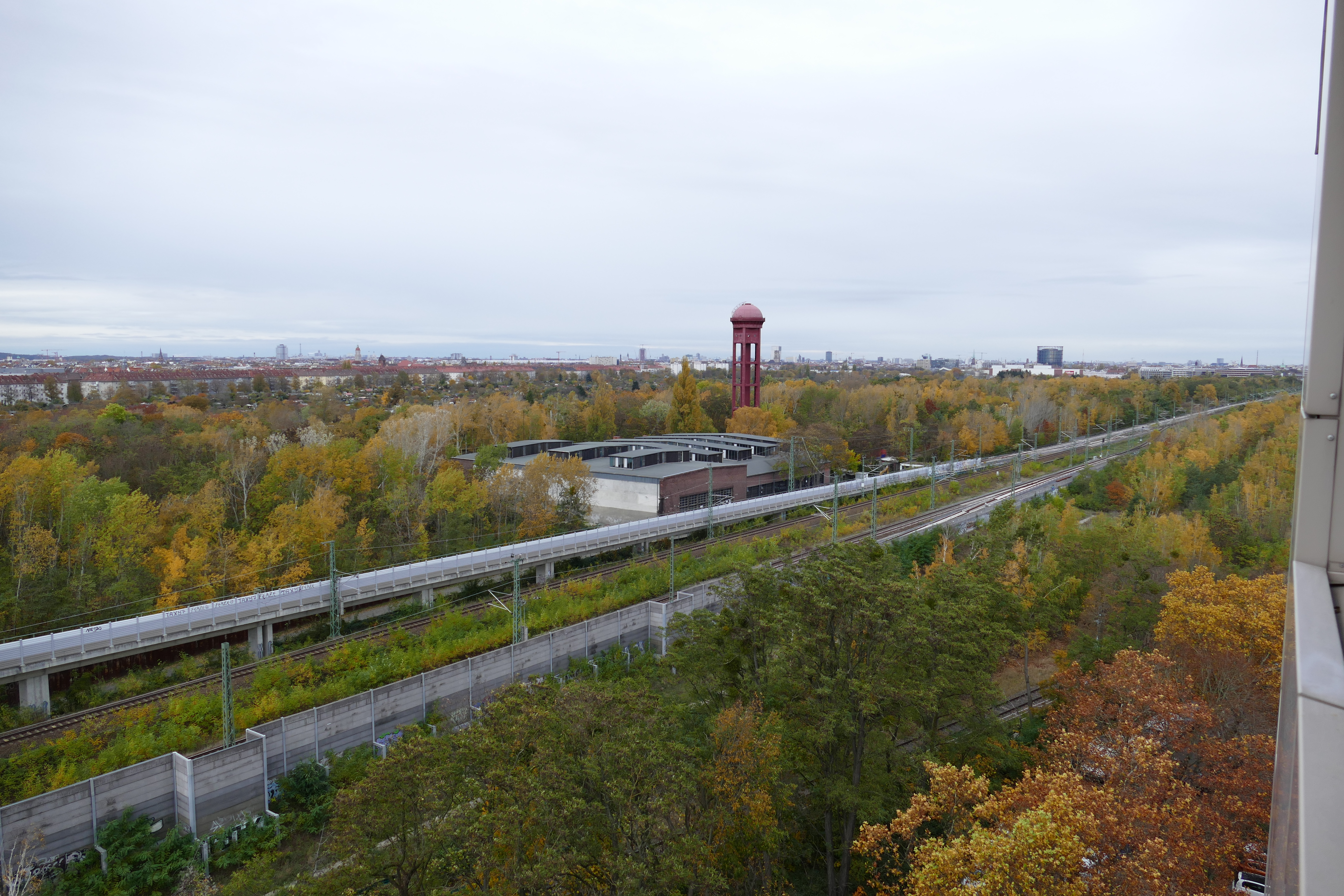
Bahnstrecke beim früheren Rangierbahnhof (einzelnes Gleis zwischen den Bäumen)
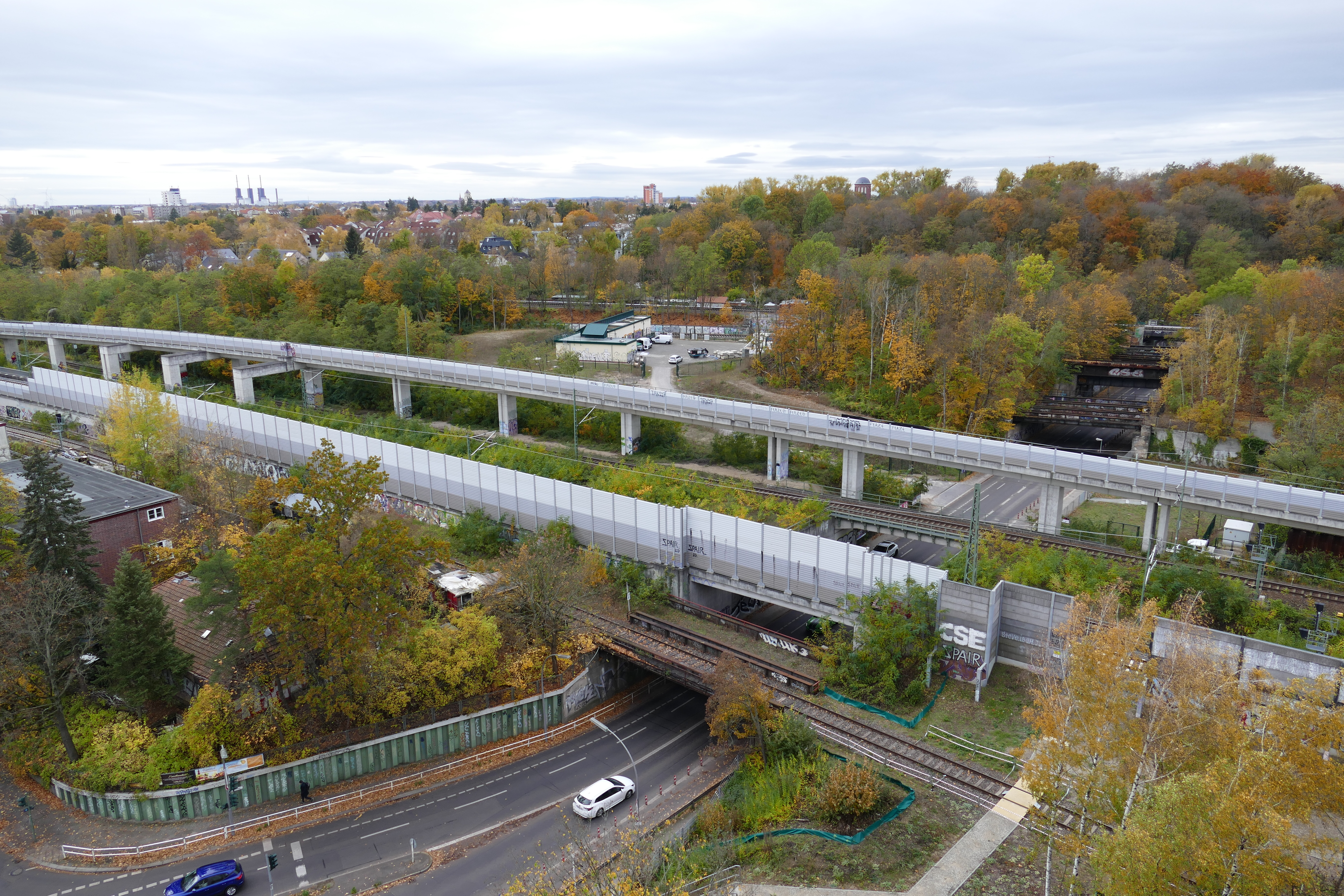
Die Strecke überquert den Prellerweg auf der vordersten Brücke.
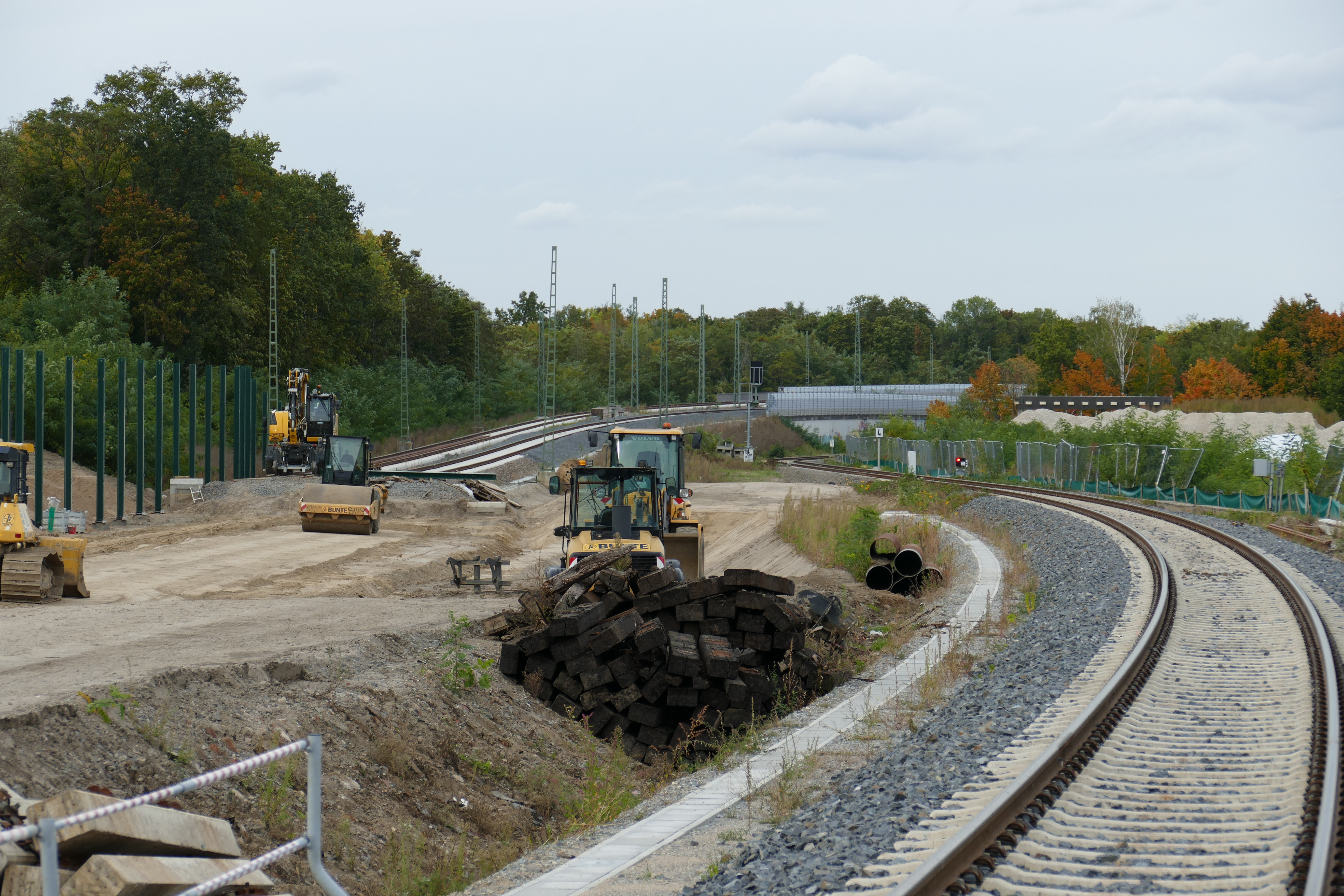
Strecke auf der Ostseite der im Bau befindlichen Bahnstrecke Berlin-Dresden
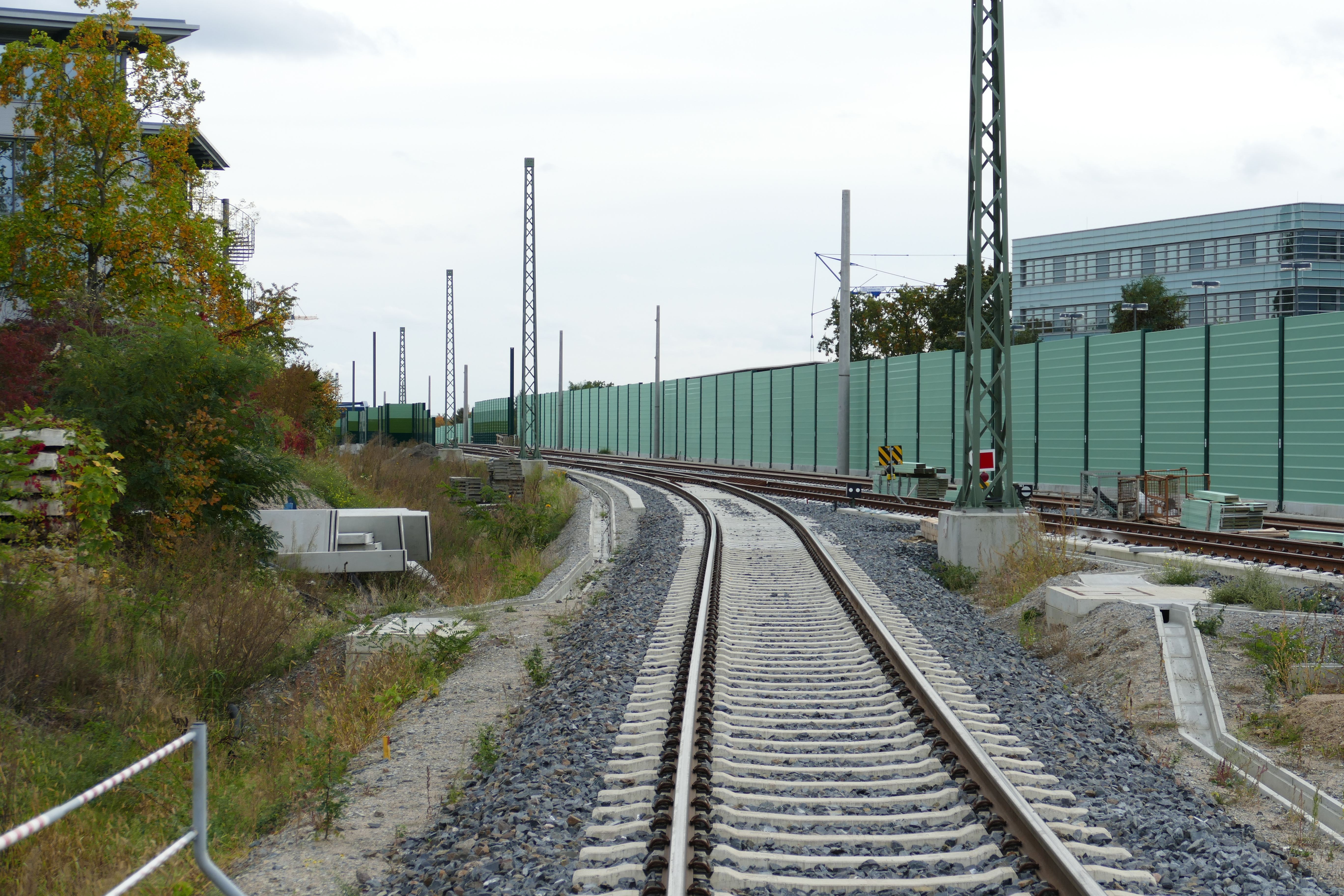
Streckenende beim S-Bahnhof Attilastraße
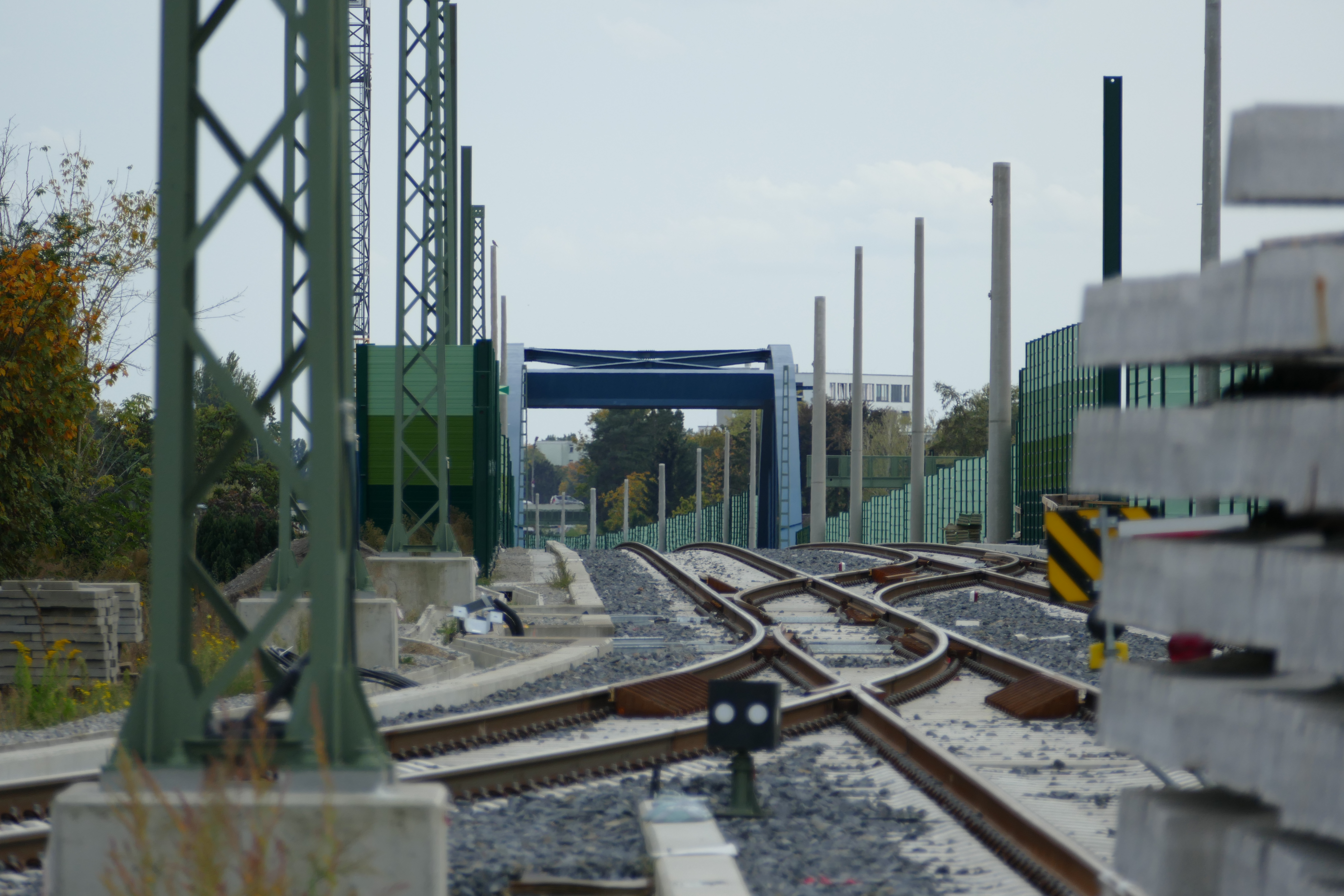
Weichen am Streckenende – im Hintergrund die Teltowkanalbrücke